# Obereopsis rufooccipitalis
Obereopsis rufooccipitalis là một loài bọ cánh cứng trong họ Cerambycidae.